# Евченъярви
Евченъярви — озеро на территории Ведлозерского сельского поселения Пряжинского района Республики Карелия.

## Общие сведения
Площадь озера — 1,4 км². Располагается на высоте 76,3 метров над уровнем моря.
Форма озера лопастная, продолговатая, вытянуто с запада на восток. Берега озера каменисто-песчаные, местами заболоченные. Сильно изрезаны.
Короткой протокой озеро соединяется с Тулмозером.
Недалеко от южного берега озера проходит трасса Р21 («Сортавала»), на которой расположены деревни Палалахта и Мандера.
Код объекта в государственном водном реестре — 01040300211102000014091.